# Batwoman (serie de televisión)
Batwoman es una serie de televisión estadounidense de superhéroes desarrollada por Caroline Dries y Greg Berlanti. Está basada en el personaje de DC Comics Kate Kane / Batwoman, una luchadora contra el crimen creado por Geoff Johns, Grant Morrison, Greg Rucka, Mark Waid, y Keith Giffen. La serie está ambientada en el Arrowverso, compartiendo continuidad con otras series de televisión del universo. Se estrenó en The CW el 6 de octubre de 2019.
En mayo de 2018, se anunció que Batwoman aparecería en «Elseworlds», un crossover del Arrowverso, con un anuncio dos meses después de que una serie centrada en el personaje estaba en desarrollo por parte de Dries. En enero de 2019, la serie recibió una orden de la producción del piloto por parte de The CW, para ser considerada una serie en la temporada 2019–20. El piloto fue seleccionado para ser una serie en mayo de 2019. La primera temporada iba a consistir de 22 episodios pero finalmente solo se produjeron 20 debido a la pandemia de COVID-19.
El 7 de enero de 2020, la serie fue renovada para una segunda temporada, que se estrenó el 17 de enero de 2021. En mayo de 2020, Rose salió de la serie, y dos meses después, Javicia Leslie fue elegida como Ryan Wilder, un nuevo personaje que asumirá el manto de Batwoman. El 3 de febrero de 2021, la serie fue renovada para una tercera temporada. En abril de 2022, la serie fue cancelada tras tres temporadas.

## Sinopsis
Kate Kane debe superar sus propios demonios antes de poder proteger las calles de Gotham como Batwoman y convertirse en su símbolo de esperanza.

## Elenco y personajes

### Principales
- Ruby Rose (temporada 1) y Wallis Day (temporada 2) como Kate Kane / Batwoman: la prima materna de Bruce Wayne, es una luchadora callejera altamente entrenada y siente pasión por la justicia social.[6][7] Rose abandono el programa después de la primera temporada.[8][9][10][11]
- Rachel Skarsten como Beth Kane / Alice: La supuesta hermana fallecida de Kate y la líder de la Wonderland Gang, cuya personalidad va de maníaca a encantadora, y regresa una y otra vez para erosionar la sensación de seguridad de Gotham.[12]
  - Skarsten también interpretó una versión alternativa de Beth Kane, quien fue desplazada de su Tierra nativa y apareció en la Tierra-Prima tras la Crisis.
- Meagan Tandy como Sophie Moore: Graduada en la academia militar convertida en agente de alto nivel de los Cuervos y exnovia de Kate que se desempeña como una de las protectoras de Gotham.[13]
- Nicole Kang como Mary Hamilton / Poison Mary: La hermanastra de Kate y una estudiante de medicina que proporciona ayuda a las personas que viven en las comunidades marginadas de Gotham.[13]
- Camrus Johnson como Luke Fox / Batwing: Leal a Batman e hijo de Lucius Fox. Mantiene segura la Torre Wayne en la ausencia del Caballero Oscuro, aunque "el guardián de todas las cosas de Batman", entiende que Gotham necesita un nuevo héroe.[13]
  - Johnson también interpreta a la versión de Tierra-99 de Luke Fox.
- Elizabeth Anweis como Catherine Hamilton-Kane (temporada 1): La madrastra de Kate y una de las ciudadanas más poderosas de Gotham que hizo su fortuna como una sabia y testaruda contratista de defensa y productora ejecutiva de Hamilton Dynamics.[14]
- Dougray Scott como Jacob Kane (temporadas 1-2): Padre de Kate y Beth, y excoronel militar que dirige The Crows, una empresa de seguridad privada, en un intento de proteger a Gotham mejor de lo que Batman podría hacerlo, pero cuyo desprecio por los vigilantes lo pone en conflicto con Batwoman.[15]
- Javicia Leslie como Ryan Wilder / Batwoman (temporada 2-3): Es una luchadora altamente capacitada pero indisciplinada que vive en su camioneta con su planta y se convierte en la nueva Batwoman después de encontrar el traje de murciélago en los restos del avión que trae a Kate de National City.
- Victoria Cartagena como Renee Montoya (temporada 3): Una ex oficial de policía del Departamento de Policía de Gotham City que se fue cuando ya no podía soportar su corrupción.
- Robin Givens como Jada Jet (temporada 3): La CEO de Jet Industries y madre biológica de Ryan.
- Nick Creegan como Marquis Jet / Joker II (temporada 3): el hijo de Jada y hermano de Ryan, quien se apodera de la torre Wayne.

LaMonica Garrett como Mar Novu / Monitor y Mobius Novu / Anti-Monitor: el Monitor es un ser multiversal que prueba diferentes Tierras en el multiverso en preparación para una "crisis" inminente, mientras que el Anti-Monitor es su opuesto, un ser malvado dedicado a acabar con el multiverso. Garrett es acreditado como Principal en el episodio en el que aparece, "Crisis on Infinite Earths, Part Two"

### Recurrentes
Introducidos en la temporada 1
- Greyston Holt como Tyler: un miembro de The Crows y esposo de Sophie.
- Brendon Zub como Chuck Dodgson: Un exagente de The Crows que se desempeña como el segundo al mando de Alice en Wonderland Gang y su amante.
- Rachel Maddow como la voz de Vesper Fairchild: una experta en chismes sarcástica y personalidad de los medios.
- Gabriel Mann como Tommy Elliot / Hush: un magnate inmobiliario y antiguo amigo de la infancia de Bruce Wayne, quien más tarde se convierte en el villano Hush.
  - Warren Christie interpreta a Elliot con la apariencia de Bruce Wayne[16]
- Brianne Howey como Reagan: Una camarera, uno de los intereses amorosos de Kate, así como la hermana y ex cómplice de Urraca.
- Rachel Matthews como Margaret "Margot" / Urraca: la hermana de Reagan que opera como ladrona de joyas.
- Christina Wolfe como Julia Pennyworth: una espía británica, hija de Alfred Pennyworth, y ex amante de Kate que se convierte en amante de Sophie.
- Sam Littlefield como Jonathan "Johnny" Cartwright / Mouse: Un miembro desfigurado de Wonderland Gang con talento para la imitación de voz y la imitación que se consideraba la figura del hermano de Alice. Después de perder interés en los objetivos de Alice, ella lo envenenó. Nicholas Holmes interpreta a un Johnny más joven.
- John Emmet Tracy como August Cartwright: el padre de Mouse que sacó a Beth del río después del accidente y la encarceló para sus propios propósitos nefastos. Kate accidentalmente mata a August enfadada por lo que le hizo a Beth.
  - Sebastian Roché proporciona el rostro y la interpretación del Dr. Ethan Campbell: un conocido cirujano plástico y filántropo, que es un disfraz que usa August mientras encuentra a Mouse y Alice en la actualidad. Alice luego destruye el disfraz al exponer a August.

Introducidos en la temporada 2
- Shivani Ghai como Safiyah Sohail: el gobernante compasivo y carismático de una pequeña comunidad en la isla de Coryana.
- Leah Gibson como Tatiana / The Whisper: una hábil asesina y secuaz que trabaja para Safiyah de quien está enamorada.
- Nathan Owens como Ocean: "Un jardinero y pensador zen con un pasado complicado".
- Alex Morf como Victor Zsasz: un sicario carismático y hábil con una energía alta e impredecible que se enorgullece de tallar marcas en su piel por cada víctima que mata.
- Bevin Bru como Angelique, la exnovia de Ryan Wilder.
- Peter Outerbridge como Roman Sionis
- Laura Mennell como Evelyn Rhyme / Enigma
- Jesse Hutch como Russell Tavaroff

Introducidos en la temporada 3
- Donny Lucas como la voz de Lucius Fox A.I.

## Episodios
| Temporada | Temporada | Episodios | Episodios | Emisión original      | Emisión original    | Puesto | Audiencia promedio (en millones) |
| Temporada | Temporada | Episodios | Episodios | Primera emisión       | Última emisión      | Puesto | Audiencia promedio (en millones) |
| --------- | --------- | --------- | --------- | --------------------- | ------------------- | ------ | -------------------------------- |
|           | 1         | 20        | 20        | 6 de octubre de 2019  | 17 de mayo de 2020  | 117    | 1,00                             |
|           | 2         | 18        | 18        | 17 de enero de 2021   | 27 de junio de 2021 | 147    | 0,50                             |
|           | 3         | 13        | 13        | 13 de octubre de 2021 | 2 de marzo de 2022  | 129    | 0,46                             |

## Producción

### Desarrollo
En mayo de 2018, el presidente de The CW, Mark Pedowitz y el protagonista de Arrow, Stephen Amell, anunciaron en la presentación inicial de The CW que Batwoman sería presentada en un crossover de Arrowverso, que fue emitida en diciembre de 2018, luchando junto a los otros héroes del Arrowverso, con Gotham City apareciendo. En julio de 2018, se informó que The CW planeaba desarrollar una serie en torno al personaje, que se emitiría en 2019 si se recogía. La serie, que se dice que es solo un «acuerdo de desarrollo de guiones», fue escrita por Caroline Dries, quien también servirá como productora ejecutiva con Greg Berlanti, Sarah Schecter, y el cocreador del personaje, Geoff Johns. Al mes siguiente, Pedowitz señaló que el piloto se completará «a mitad de temporada». En diciembre de 2018, Dries presentó un guion «fuerte» para un posible episodio piloto. En enero de 2019, la serie recibió la orden de la producción del piloto por The CW. David Nutter fue elegido para dirigir el piloto y ser productor ejecutivo. El 17 de junio de 2019, se anunció que la serie se estrenaría el 6 de octubre de 2019. El 7 de enero de 2020, se anunció que la serie fue renovada para una segunda temporada.

### Casting
Para la selección de la actriz que debía interpretar a Kate Kane comenzaría después del anuncio de la serie prevista en mayo de 2018, con la intención de elegir una actriz lesbiana. En agosto, Ruby Rose fue seleccionada como Kate Kane / Batwoman. El 25 de enero de 2019, se anunció que Meagan Tandy, Camrus Johnson y Nicole Kang fueron elegidos en papeles principales como Sophie Moore, Luke Fox y Mary Hamilton, respectivamente. Esto fue seguido poco después por el casting de Rachel Skarsten como Alice, Dougray Scott como Jacob Kane, y Elizabeth Anweis como Catherine Hamilton-Kane.
El casting de Rose como Batwoman fue recibido con reacciones violentas en las redes sociales y recibió intensas críticas. DC Comics, que posee los derechos de la superheroína del cómic Batwoman, reintrodujo al personaje en 2006 como una lesbiana de ascendencia judía. Algunas reacciones en línea atacaron a Rose por no ser judía, mientras que el foco principal de las críticas fue la afirmación de que el hecho de que ella se identificara como de género fluido la hacía "no lo suficientemente gay". Rose dejó Twitter y desactivó los comentarios públicos en su cuenta de Instagram, seguido de las reacciones.

#### Recasting de Batwoman
En mayo de 2020, Rose anunció que dejaría la serie antes de su segunda temporada; se decidió mutuamente entre Rose, el estudio y la cadena que ella se fuera. Los productores reafirmaron su compromiso con la serie y la búsqueda de una nueva actriz de la comunidad LGBTQ para liderar temporadas futuras. No se dio ninguna razón en ese momento para la partida de Rose, y TVLine y Variety informaron que a Rose no le gustaban las largas horas de trabajo y no se adaptaba a la vida viviendo en Vancouver, donde la serie se filmó parcialmente, lo que provocó "fricciones en el set"; Rose luego refutaría estos informes. Más tarde, Rose dijo que ser la protagonista de una serie era "exigente" y afirmó que su cirugía de espalda después de un accidente en el set en 2019 fue un factor que contribuyó a la decisión de irse, diciendo que era "hora de tomar un descanso para curarme por completo y luego volver" a actuar. Pasar tiempo en aislamiento debido a la pandemia de COVID-19 también le permitió a Rose "pensar en muchas cosas diferentes y en lo que quieres lograr en la vida y lo que quieres hacer", lo que le permitió "una gran oportunidad para tener un diálogo sobre muchas cosas" con los productores.
Al mes siguiente, se reveló un anuncio de casting para un nuevo personaje llamado Ryan Wilder, lo que indica que la serie estaba buscando reemplazar a Kane como Batwoman. Dries defendió la decisión de presentar un nuevo personaje como Batwoman, afirmando que la serie continuaría "respetando todo lo que Ruby puso en el personaje de Kate Kane". También reveló que Kane no sería asesinada, y su desaparición sería una historia clave durante la segunda temporada. Matt Webb Mitovitch en TVLine y Jill Pantozzi de io9 sintieron que reemplazar a Kane como Batwoman sería un detrimento para la serie. Mitovitch sintió que "crearía más problemas de los que resuelve", diciendo que le quitaría la dinámica de carácter establecida (es decir, la "central" entre Kate y Alice) y los diversos hilos de la trama que esperan ser resueltos desde el final de la primera temporada. Añadió: "una reformulación simple, aunque momentáneamente incómoda, habría mantenido intactas todas las tramas y dinámicas establecidas; la temporada 2 podría continuar donde la sólida temporada 1 la dejó. En cambio, a los espectadores leales se les pedirá que reinviertan en algo que sea significativamente nuevo, aunque también posiblemente renunciaron a algunas de las cosas que más les gustaron del programa". Pantozzi sintió que la serie podría haberse acercado al casting de una nueva actriz principal de manera más creativa, dado que la serie existe en "un universo de viajes en el tiempo, doppelgängers e intercambio literal de rostros". Ella concluyó, "si realmente están acabando con el personaje de Kate, se siente como un movimiento extraño. Los fanáticos podrían llegar a un acuerdo con una simple actriz de reemplazo, que tener que pasar por una historia complicada de por qué una lesbiana al azar ha aceptado la capucha tan pronto después de que Kate lo hizo...Parece que hay muchas explicaciones que dar cuando hay una opción mucho más fácil". Por el contrario, Liz Shannon Miller de Collider sintió que un nuevo personaje era "la decisión correcta" y "un gran movimiento" para la serie. Miller señaló el "precedente establecido desde hace mucho tiempo" en los cómics de nuevos personajes que toman el relevo de los demás. Al igual que Mitovitch, Miller cuestionó qué significaría el nuevo personaje para el elenco de apoyo de la serie, ya que sus conexiones con Kate eran "su principal razón para ser parte de la historia del programa". También esperaba que "Ryan Wilder" fuera un nombre de marcador de posición, "porque la tendencia de nombrar personajes femeninos fuertes con nombres tradicionalmente masculinos acaba de cansarse en este punto".
A principios de julio de 2020, se anunció que Javicia Leslie, una mujer negra bisexual, fue elegida como Ryan Wilder, la nueva Batwoman. Rose apoyó el casting de Leslie.

### Rodaje
Vancouver, Columbia Británica. La filmación adicional tuvo lugar en Chicago, Illinois. [69] El rodaje del resto de la temporada comenzó el 4 de julio y estaba previsto que concluyera a mediados de 2020. El 12 de marzo de 2020, Warner Bros. Television cerró la producción de la serie debido a la pandemia de COVID-19. El rodaje de la segunda temporada comenzó el 3 de septiembre de 2020 y concluirá el 10 de mayo de 2021.

## Lanzamiento

### Distribución
En España se estrenó el 7 de octubre de 2019 en HBO España. En Latinoamérica, se estrenó el 17 de abril de 2020 en HBO con un episodio nuevo cada viernes.

## Recepción

### Respuesta crítica
En Rotten Tomatoes la serie tiene un índice de aprobación del 79%, basado en 49 reseñas, con una calificación promedio de 6.85/10. El consenso crítico del sitio dice, «Aunque necesita más tiempo para desarrollar su propia identidad, la primera temporada de Batwoman es un paso en la dirección correcta tanto para la representación como para las series de superhéroes». En Metacritic, tiene puntaje promedio ponderado de 60 sobre 100, basada en 15 reseñas.